# Vigdis Rojahn
Vigdis Rojahn född Brynhildsen 1 februari 1902 i Bergen, död 27 mars 1994, var en norsk tecknare, illustratör och barnboksförfattare. Hon bodde i Fetsund.
Hon var utbildad vid BHKS (bara en kort period), Oslo Reklameskole och en målarkurs hos målaren Bjørn Smith-Hald.
Hon debuterade 1932 med Prinsesse Ragnhilds eventyrbok, och skrev totalt 10 böcker. Hon fick Kultur- och kyrkodepartementets priser för barn- och ungdomslitteratur för Marit (1952) och Stribust (1961). Hon fick också illustrationspriset för bilderna till sin egen bok Sirkusloppen (1959), och för två andra utgåvor som hon illustrerat. Marit är en miljöskildring från författarens egen barndom. Rojahns övriga böcker har som regel olika små troll som huvudperson, barnsliga karaktärer som lever dels i människornas och dels i trollens värld.
Som illustratör arbetade Rojahn bland annat med postkort och bokomslag. Fetsund rådhus har arbeten av henne.